# يان شيماك
يان شيماك (بالتشيكية: Jan Šimák)‏ (مواليد 13 أكتوبر 1978 في تابور - تشيكوسلوفاكيا) لاعب كرة قدم تشيكي يلعب حاليا لصالح نادي الدرجة الأولى ماينز الألماني منذ 2010 في مركز الوسط المهاجم .

## روابط خارجية
- يان شيماك على موقع الاتحاد الدولي (مؤرشف)  (الإنجليزية)
- يان شيماك على موقع الاتحاد التشيكي (الإنجليزية)
- يان شيماك على موقع قاعدة بيانات كرة القدم.إي يو (الإنجليزية)
- يان شيماك على موقع بيانات كرة القدم. دي إي (الألمانية)
- يان شيماك على موقع ناشيونال فوتبول تيمز (الإنجليزية)
- يان شيماك على موقع Soccerway.com (الإنجليزية)
- يان شيماك على موقع عالم كرة القدم.نت (الإنجليزية)
- يان شيماك على موقع أوليمبيديا (الإنجليزية)
- يان شيماك على موقع اللجنة الأولمبية التشيكية (التشيكية)